# Sent Julian de Bèthvéser
Sent Julian d'Armanhac (en francès Saint-Julien-d'Armagnac) és un municipi francès situat al departament de les Landes i a la regió de la Nova Aquitània.

## Demografia
| 1962                                       | 1968 | 1975 | 1982 | 1990 | 1999 | 2007 |
| ------------------------------------------ | ---- | ---- | ---- | ---- | ---- | ---- |
| 112                                        | 160  | 159  | 156  | 139  | 102  | 116  |
| Des de 1962: població sense dobles comptes |      |      |      |      |      |      |

## Administració
| Període | Identitat     | Partit |
| ------- | ------------- | ------ |
| 2001-   | Claude Bonneu | PS     |